# Delicious Way
Delicious Way è il primo album in studio della cantante giapponese Mai Kuraki, pubblicato nel 2000.

## Tracce
1. Delicious Way – 3:50
2. Love, Day After Tomorrow – 4:02
3. Secret of My Heart – 4:24
4. Stepping ∞ Out – 4:38
5. Baby Tonight (You & Me) – 3:59
6. Can't Get Enough (Gimme Your Love) – 3:42
7. Never Gonna Give You Up – 3:59
8. Stay by My Side – 4:26
9. Everything's All Right – 4:07
10. Happy Days – 4:18
11. Kimi to no Jikan (君との時間) – 4:15